# Cañamero
Cañamero ist ein westspanischer Ort und eine Gemeinde mit 1.601 Einwohnern (Stand: 2024) in der Provinz Cáceres in der Autonomen Region Extremadura. Er gehört zum auch von der UNESCO anerkannten Geopark Villuercas-Ibores-Jara.

## Lage und Klima
Der ca. 600 m hoch gelegene Bergort Cañamero liegt in der Sierra de Villuercas etwa 140 km (Fahrtstrecke) südöstlich von Plasencia bzw. gut 100 km östlich von Cáceres. Das bedeutende Kloster Guadalupe befindet sich etwa 18 km nordöstlich. Die spanische Hauptstadt Madrid ist ca. 235 km in nordöstlicher Richtung entfernt. Das Klima ist gemäßigt bis warm; Regen (ca. 750 mm/Jahr) fällt überwiegend im Winterhalbjahr.

## Bevölkerungsentwicklung
| Jahr      | 1857 | 1900 | 1950 | 2000 | 2021 |
| Einwohner | 1385 | 1975 | 3214 | 1981 | 1622 |

Die Mechanisierung der Landwirtschaft sowie die Aufgabe bäuerlicher Kleinbetriebe haben sich seit den 1950er Jahren nachteilig auf die Einwohnerzahl der Gemeinde ausgewirkt.

## Wirtschaft
Das Gemeindegebiet besteht größtenteils aus bergigem Ödland; auf den landwirtschaftlich genutzten Flächen in den Tallagen wird sowohl Ackerbau als auch Viehzucht betrieben. Olivenbäume und sogar Wein werden ebenfalls angebaut; die Lage gehört zum Weinbaugebiet Ribera del Guadiana. In den letzten Jahrzehnten des 20. Jahrhunderts ist der Tourismus in Form der Vermietung von Ferienhäusern und -wohnungen (Casas rurales) als Einnahmequelle hinzugekommen.

## Geschichte
Auf dem Gemeindegebiet wurden keltische und römische Spuren entdeckt; Westgoten und Mauren hinterließen keine Zeugnisse ihrer Anwesenheit, doch weiß man, dass der Berberstamm der Nafsa hier ansässig geworden war. Die Region um Cáceres wurde seit dem Jahr 1133 wiederholt von christlichen Heeren angegriffen, doch gelang die endgültige Rückeroberung (reconquista) erst in den Jahren um 1230 unter Alfons IX. von León. Auf einem Berg bei Cañamero gab es eine Burg (castillo) aus römischer oder maurischer Zeit(?), deren Zerstörung im Jahr 1461 von Heinrich IV. von Kastilien angeordnet wurde.

## Sehenswürdigkeiten

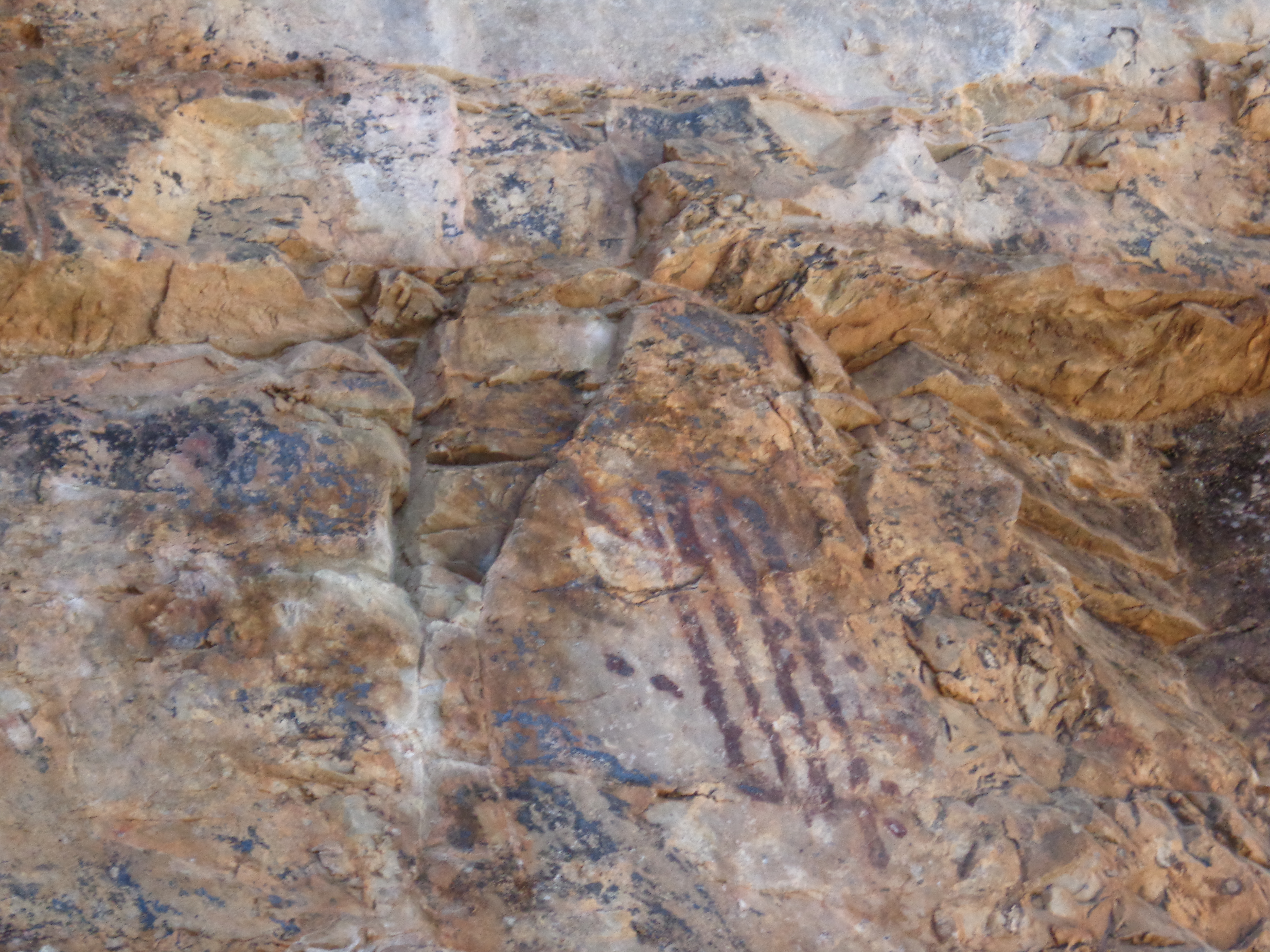
Cueva Chiquita – Geometrisches Motiv („Gitter“)

- Die im frühen 15. Jahrhundert erbaute Kirche ist dem hl. Dominikus geweiht. In einem Vorgängerbau predigte auch der hl. Vinzenz Ferrer.[4]

Umgebung
- Die Apsis der Ermita de Nuestra Señora de Belén enthält barocke Wandmalereien und eine Marienstatue aus dem 15. Jahrhundert.[5]
- Die etwa 2,5 km nördlich des Ortes gelegene Cueva Chiquita ist eigentlich keine „Höhle“, sondern ein Felsüberhang (abri) bzw. eine Felswand über dem Río Ruecas. Hier finden sich zahlreiche, meist geometrische Felszeichnungen.[6]
- Von der mittelalterlichen Burg sind nur spärliche Ruinen erhalten, doch bietet sich von hier eine großartiges Aussicht.